# Isla Mayor (Región de Murcia)
La Isla Mayor, también llamada Isla del Barón, es una isla española situada casi en el centro del Mar Menor en el municipio de San Javier de la Región de Murcia y, como su nombre indica, es la isla de mayores dimensiones tanto de ese mar como de toda la región murciana (93'8 hectáreas). Se trata de un cono volcánico extinguido que le da a la isla su característica forma cónica (104 metros de altitud) y perímetro redondo. La isla es de propiedad privada. El nombre de Isla del Barón le viene del Barón de Benifayó, quien construyó un palacio de estilo neomudéjar en esta isla, conocido como la casa del barón. 

## Características
La isla Mayor esta totalmente ocupada por un pequeño estratovolcán. Contiene un cráter muy erosionado pero que claramente se puede apreciar en la cima. También hay otros dos conos volcánicos más pequeños: El del norte está más achatado y algo nivelado, mientras que en la zona SE se encuentra el otro volcán, muy abombado, con cráter desaparecido y algo nivelado también hacia el mar. En la cima de dicho volcán es donde se encuentra la casa privada del Barón de Benifayó

## Aspectos medioambientales

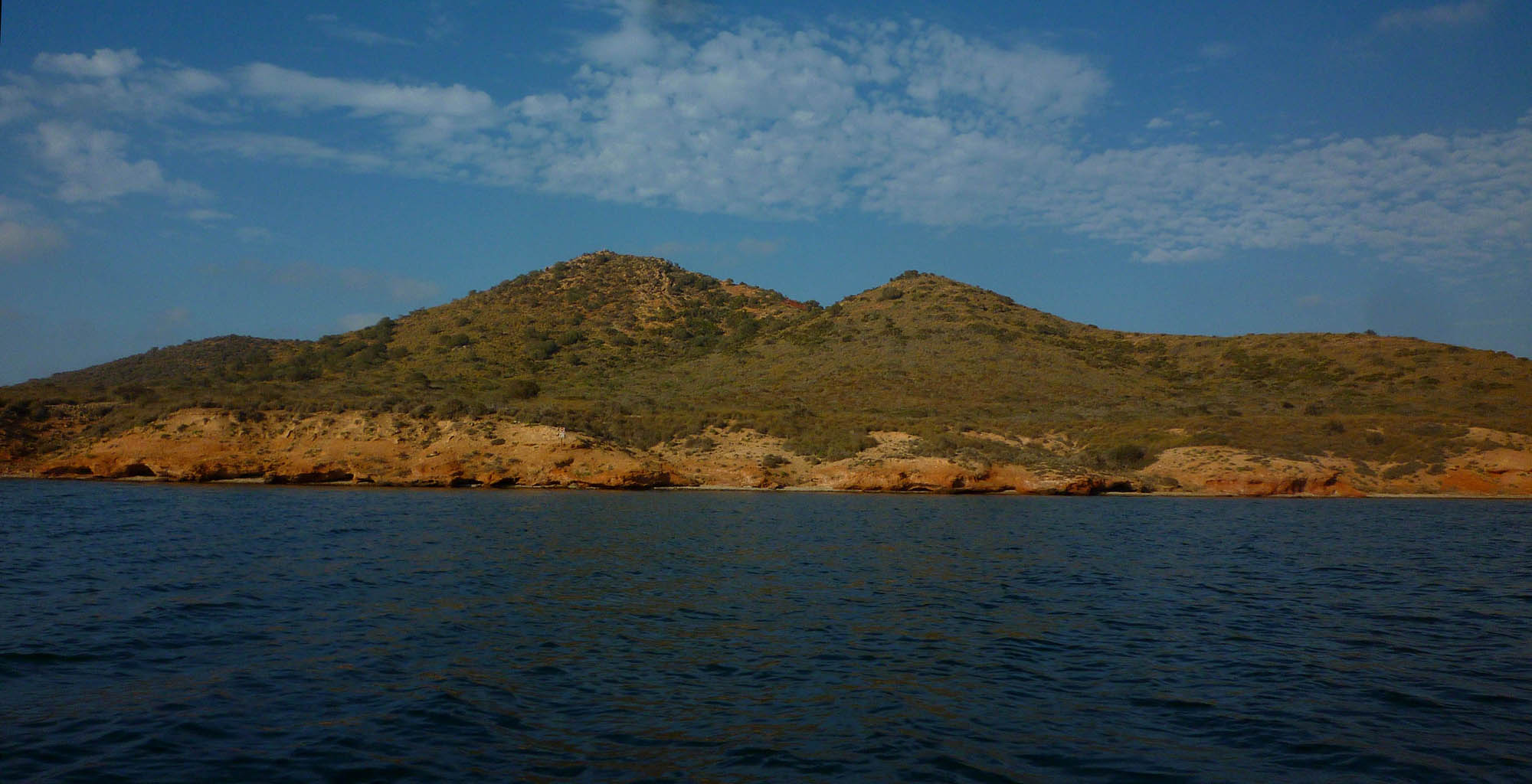
Ladera oeste.

La Isla Mayor posee un bosque de palmitos único en Europa y cuenta también con una gran riqueza ornitológica. 
En 1986 se introdujo en la isla un pequeño rebaño de arruis o muflones del Atlas, que fue detectado por la Consejería de Medio Ambiente de la Región de Murcia y provocó el inicio de un proceso sancionador.
En la actualidad está protegido dentro del espacio denominado Espacios abiertos e islas del Mar Menor con la categoría de parque natural y ZEPA.